# Légendaire de Tolkien

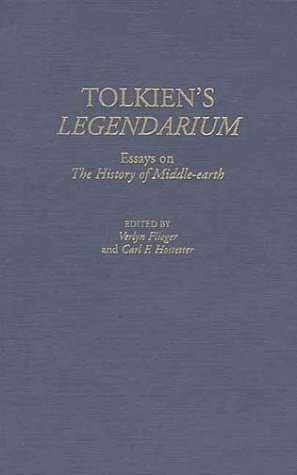
Un recueil d'essais sur le « légendaire » de Tolkien

Le terme de « légendaire » (legendarium en anglais) est fréquemment employé dans la recherche sur l'œuvre de l'écrivain britannique J. R. R. Tolkien pour faire référence à la partie de son œuvre concernant les légendes elfiques. De manière générale, on retrouve le terme dans la communauté des fans de Tolkien pour faire référence à l'un ou à tous les écrits de Tolkien sur la Terre du Milieu considérés comme un tout.

## Origine du termelégendaire
Le terme de légendaire fait référence à une collection de légendes. Ce nom, emprunté au latin médiéval legendarium, renvoie à l'origine principalement à des textes de légendes de vies des saints. Le légendaire d'Anjou, daté du XIVe siècle, en est un exemple.
De nos jours, « légendaire » est plus souvent employé comme adjectif et non pas comme nom. La forme latine legendarium apparaît encore telle quelle dans plusieurs langues européennes, et J. R. R. Tolkien l'emploie occasionnellement en anglais pour faire référence à certains de ses écrits sur la Terre du Milieu.

## Usage du mot par Tolkien
Tolkien utilise le terme legendarium en référence à ses œuvres dans quatre lettres qu'il écrit entre 1951 et 1955, une période pendant laquelle il essaie de faire publier son Silmarillion en même temps que Le Seigneur des anneaux :
- à propos du Silmarillion : « Cet ensemble de légendes [legendarium] s'achève sur une vision de la fin du monde, sa dislocation et sa reformation, le recouvrement des Silmarilli et de la “lumière d'avant le Soleil”… » (lettre à Milton Waldman, écrite vers 1951)[4] ;
- à propos des deux textes : « mon legendarium, en particulier la Chute de Númenor qui se trouve à l'arrière-plan immédiat du Seigneur des anneaux, est fondé sur ma conception : que les Hommes sont par essence mortels et ne doivent pas tenter de devenir “immortels” dans leur chair » (lettre écrite en 1954)[5] ;
- à propos du Silmarillion : « En fait, dans l'invention de cette histoire, nous vivons à présent sur une Terre physiquement ronde. Mais le “legendarium” dans son ensemble contient une transition d'un monde plat […] à un globe… » (lettres écrite en 1954)[6] ;
- à propos des deux textes : « Mais l'origine du legendarium, dont la Trilogie fait partie (est la conclusion) s'inscrit dans une tentative pour réorganiser une partie du Kalevala… » (lettre écrite en 1955)[7].

## Usage du terme
Il est défini dans l'œuvre analytique The History of The Hobbit de John D. Rateliff comme le corpus suivant des œuvres de Tolkien :
- Le Livre des contes perdus ;
- L'Esquisse de la Mythologie et les poèmes allitératifs contemporains ;
- la Quenta de 1930 et les premières annales ;
- la Quenta Silmarillion de 1937 et les annales tardives ;
- la Quenta Silmarillion tardive ;
- les annales finales.

Tout cela comprend les différentes phases des écrits sur les légendes elfiques de Tolkien, publiés à titre posthume par Christopher Tolkien dans Le Silmarillion et, sous leurs formes originales, dans la série Histoire de la Terre du Milieu.
D’autres chercheurs sur Tolkien n’ont pas défini l’usage qu’ils font du terme, mais ce dernier est utilisé dans les contextes suivants :
- l’introduction de Christopher Tolkien à la série Histoire de la Terre du Milieu où il parle du « legendarium primaire » en faisant référence aux épisodes et thèmes-clefs du Silmarillion qui n’ont pas été abandonnés dans le retravail constant qu’a fait Tolkien de l’œuvre ;
- Tolkien's Legendarium, une collection d’essais critiques sur l’Histoire de la Terre du Milieu éditée par Verlyn Flieger et Carl F. Hostetter ;
- la définition suivante de l’Histoire de la Terre du Milieu dans la « J. R. R. Tolkien Encyclopedia : L’Histoire de la Terre du Milieu » est une étude longitudinale du développement et de l’élaboration du légendaire de Tolkien à travers ses manuscrits transcrits, commentés par l’éditeur, Christopher Tolkien. »[9] ;
- Dickerson et Evans utilisent le terme legendarium pour englober « plus commodément » l’ensemble des écrits de Tolkien sur la Terre du Milieu[10] ;
- Tolkien, les racines du légendaire est le titre d’un recueil d’études tolkieniennes en français paru chez Ad Solem en 2003, sous la direction de Michaël Devaux.

## Illustrations dulégendaire
Anke Katrin Eißmann (ou Anke Katrin Eissman) est une illustratrice et designer allemande originaire de Dillenburg ayant exécuté plusieurs œuvres accompagnant les textes du Legendarium,,,,. Pour les illustrateurs des textes eux mêmes, les plus connus sont Alan Lee, John Howe (qui ont travaillé sur les films) et Ted Nasmisth.